# 지리 MK
지리 MK(영어: Geely MK)는 지리 자동차의 전륜구동 준중형차이다.

## 사진

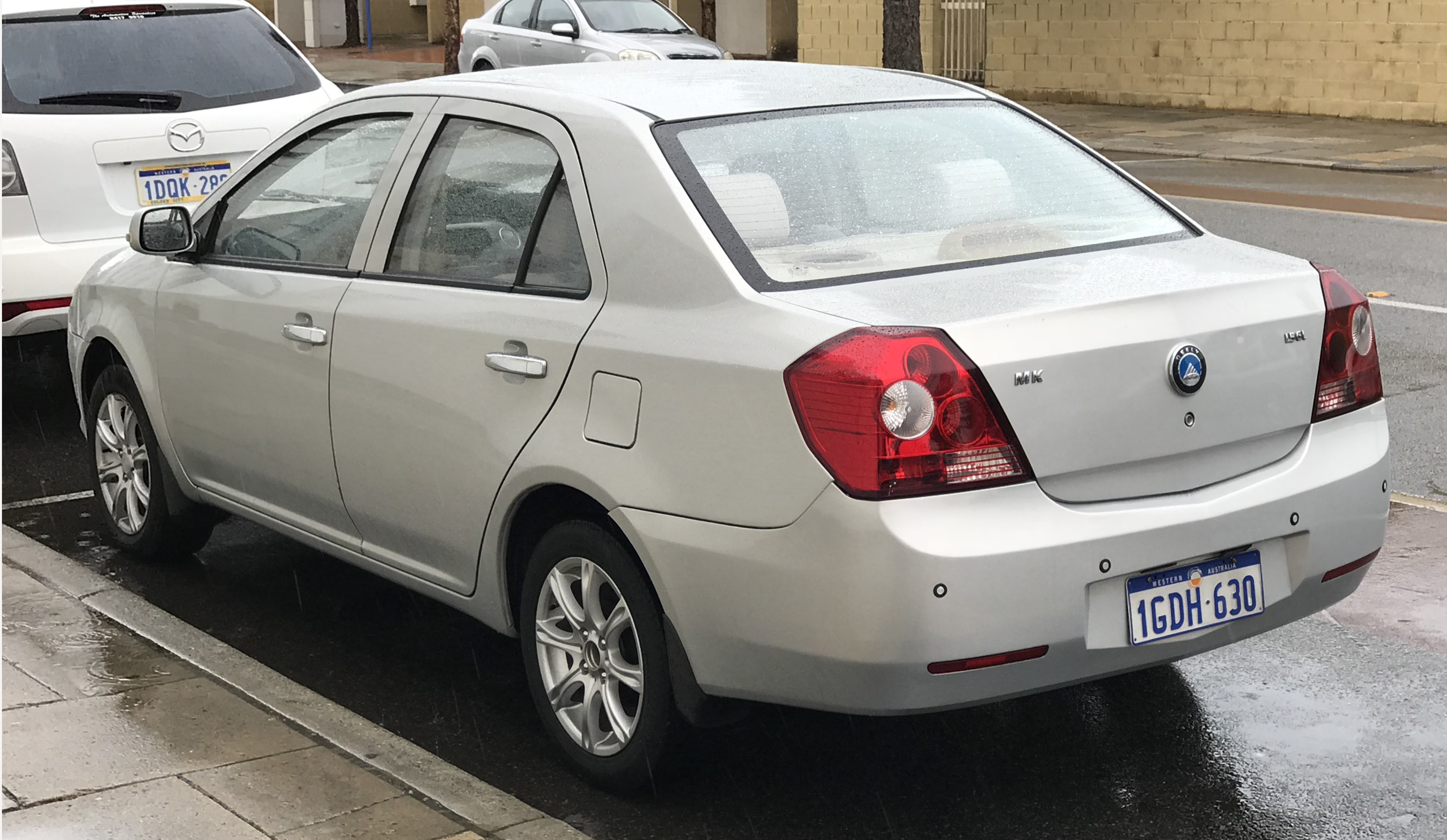
후방